# 포시예트만

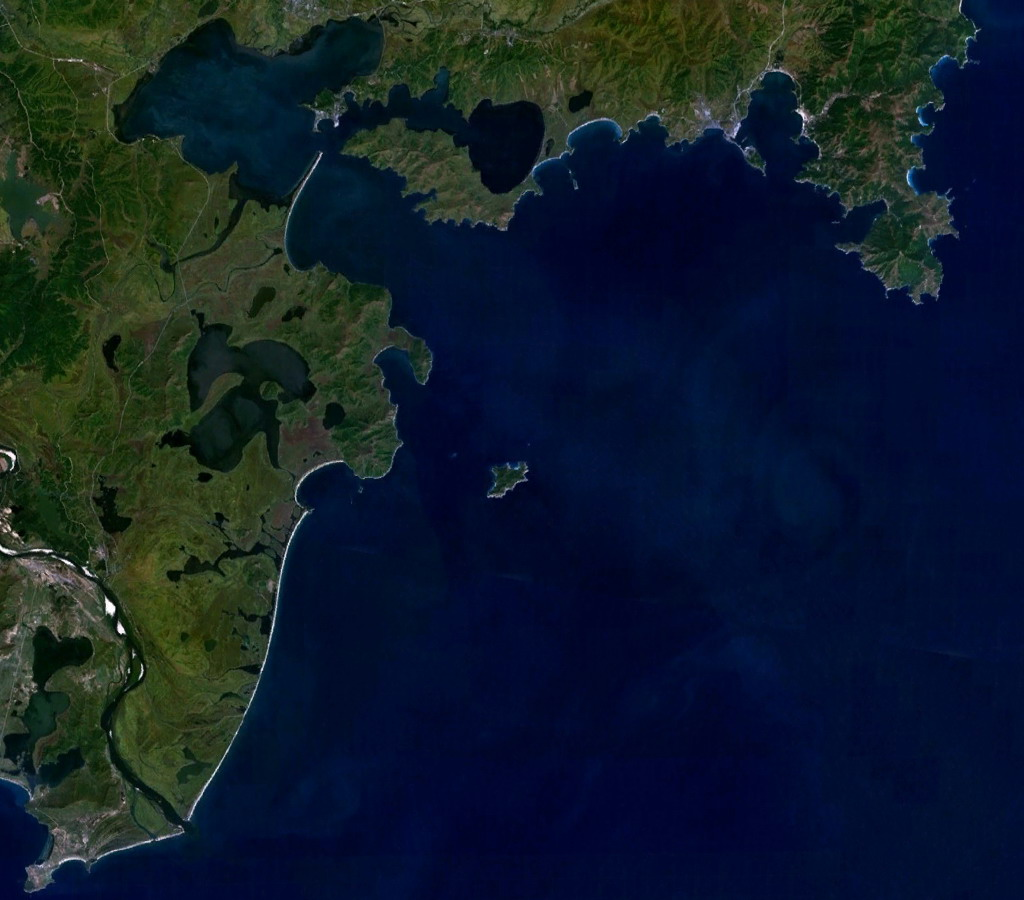
포시예트만의 위성사진. 왼쪽은 조선민주주의인민공화국의 국경을 이루는 두만강의 모습.

포시예트만(러시아어: Залив Посьета, Posyet Bay)은 동해의 북서쪽에 있는 만으로, 표트르 대제만의 남서쪽에 접해 있다. 러시아 연해주의 최남단인 하산스키 군에 위치하며, 조선민주주의인민공화국 및 중화인민공화국(훈춘시)과의 국경과 가깝다. 만은 스스로프곶과 가모프곶 사이에 위치하고 있으며, 해안선은 울퉁불퉁하며, 많은 후미가 얽혀 있다. 북동쪽에서 남서쪽으로의 폭은 31km, 북서쪽에서 남동쪽으로의 길이는 33km이다. 포시예트, 자루비노, 크라스키노 등이 주요 마을이다. 여름에는 연해주 각지에서 많은 관광객이 해수욕이나 휴가를 온다. 예전에는 발해의 영토였으며, 지금의 크리스키노 부근에서 일본으로 향하는 발해사가 출항했다.